# Rosa 'William Shakespeare 2000'
'William Shakespeare 2000' ('AUSromeo' es el nombre del obtentor registrado), es un cultivar de rosa que fue conseguido en Reino Unido en 2000 por el rosalista británico David Austin.

## Descripción
'William Shakespeare 2000' es una rosa moderna cultivar del grupo « English Rose Collection ».
El cultivar procede del cruce de planta de semillero x 'AUSbloom'.
Las formas arbustivas del cultivar tienen porte erguido que alcanza más de 120 cm de alto con 90 cm de ancho. Las hojas son de color verde oscuro mate de tamaño medio, follaje coriáceo.
Sus delicadas flores de color rojo intenso. Fragancia fuerte de rosas antiguas. El diámetro medio de 4,25". Rosas grandes, muy completas (41 + pétalos), forma de floración en ramos en pequeños grupos de cuartetos.
Florece de una forma prolífica, floración en oleadas a lo largo de la temporada.

## Origen
El cultivar fue desarrollado en Reino Unido por el prolífico rosalista británico David Austin en 2000. 'William Shakespeare 2000' es una rosa híbrida con ascendentes parentales de cruce de planta de semillero x 'AUSbloom'.
El obtentor fue registrado bajo el nombre cultivar de 'AUSromeo' por David Austin en 2000 y se le dio el nombre comercial de exhibición 'William Shakespeare 2000'™.
También se le reconoce por el sinónimo de 'AUSromeo'.
- La rosa fue reada antes del 2000 e introducida en el Reino Unido por David Austin Roses Limited (UK) en el 2000 como 'William Shakespeare 2000'.[1]
- La rosa 'William Shakespeare 2000' fue introducida en Estados Unidos con la patente "United States - Patent No: PP 13,993/Application  on  20 Dec 2001".[1]
- La rosa 'William Shakespeare 2000' fue introducida en Australia con la patente "Australia - Application No: 2002/072  on  2002".[1]

## Premios y galardones
- Australian Bronze Medal 2003.
- New Zealand Rose - Hamilton - Most Fragrant Rose 2011.

## Cultivo
Aunque las plantas están generalmente libres de enfermedades, es posible que sufran de punto negro en climas más húmedos o en situaciones donde la circulación de aire es limitada. Se desarrollan mejor a pleno sol. En América del Norte son capaces de ser cultivadas en USDA Hardiness Zones 5b a 9b. La resistencia y la popularidad de la variedad han visto generalizado su uso en cultivos en todo el mundo.
Puede ser utilizado para las flores cortadas, jardín o portador guía. Vigorosa. En la poda de Primavera es conveniente retirar las cañas viejas y madera muerta o enferma y recortar cañas que se cruzan. En climas más cálidos, recortar las cañas que quedan en alrededor de un tercio. En las zonas más frías, probablemente hay que podar un poco más que eso. Requiere protección contra la congelación de las heladas invernales.